# Кезебир, Гертруда
Гертруда Кезебир, урождённая Стентон (англ. Gertrude Käsebier, Gertrude Stanton; 18 мая 1852, Де-Мойн — 13 октября 1934, Нью-Йорк) — американский фотограф, одна из крупнейших мастериц пикториализма.

## Биография
В двенадцатилетнем возрасте потеряла отца, воспитывалась бабушкой, жила в г. Вифлеем, штат Пенсильвания. В 1874 вышла замуж за нью-йоркского бизнесмена, родила троих детей, в браке была несчастлива. После 1880 супруги жили раздельно. Гертруда поступила в частный художественный колледж Институт Пратта, изучала рисунок и живопись, но была одержима фотографией. В 1894 училась фотоискусству в Германии и Франции. Профессионально начала заниматься фотографией в 1895.
В 1896 состоялась первая выставка её работ, на следующий год — вторая, обе имели успех. В 1897 она открыла в Нью-Йорке студию фотопортретов. В 1899 Альфред Стиглиц опубликовал пять её фотографий в журнале Camera Notes, назвав Кезебир «ведущим современным мастером художественной фотографии». В 1902 она была принята в общество фотохудожников-пикториалистов Photo-Secession.
С 1912 между Кезебир и Стиглицем, начавшим к тому времени отходить от пикториалистской манеры, начинаются разногласия. В 1916 при деятельном участии Кезебир заявляет о себе группа художественных фотографов Америки, которую Стиглиц рассматривает как прямой вызов себе. Вокруг Кезебир группируются молодые фотохудожницы. В 1929 Бруклинский музей устраивает её большую ретроспективную выставку. C этого времени Кезебир больше не занималась фотографией.

## Творчество
Кезебир принадлежат замечательные фотопортреты, в том числе — Марка Твена, Огюста Родена, Зиткалы-Ша, Альфреда Стиглица и многих других современников.